# Museu Letó d'Arquitectura
El Museu Letó d'Arquitectura (en letó: Latvijas Arhitektūras muzejs) és una institució museística localitzada a Riga, Letònia. El museu està allotjat en un antic edifici medieval al barri vell de Riga conegut amb el nom de Tres Germans, i pertany a l'Associació de Museus de Letònia. El museu es va fundar el 28 de juliol de 1994 inaugurant-se un any més tard.

## Història
L'any 1994 el museu formava part estructural de la Inspecció Estatal per a la Protecció del Patrimoni, en 1992 va començar a recopilar part de la seva col·lecció amb els documents i manuscrits proporcionats pel Centre de Documentació del Patrimoni, així com la donació de dibuixos i biografies de l'arquitecte Leons Plaucins, els fons s'han ampliat notablement amb noves donacions i adquisicions.
Els fons del Museu Letó d'Arquitectura en contenen més de nou mil articles. Entre aquests existeixen documents i materials relacionats amb els noms dels més famosos i influents arquitectes: Christoph Haberland, Johann Felsko, Jānis Frīdrihs Baumanis, Vilhelms Bockslaff, Eižens Laube.
El pati del museu allotja una col·lecció de curiositats arquitectòniques medievals: Portal de la Casa dels Caps Negres, un fragment del portal d'una de les cases del barri vell de Riga amb la inscripció llatina : «Solideu Gloria Anno: 1727», i un relleu amb l'escut d'armes de ferro forjat de la ciutat de Riga amb la data de 1554, d'aquest tipus és el més antic conegut fins a la data original.
En no tenir una exposició permanent, el museu funciona com a sala d'exposicions, on se celebren mostres periòdiques destinades a crear consciència sobre l'estat de l'arquitectura contemporània i donar una visió retrospectiva del patrimoni arquitectònic de Letònia.
També el museu col·labora amb el consell editorial de la revista Arquitectura Latvijas.